# Acontista concinna
Acontista concinna är en bönsyrseart som beskrevs av Perty 1833. Acontista concinna ingår i släktet Acontista och familjen Acanthopidae. Inga underarter finns listade i Catalogue of Life.